# Salvatore Meluso
Salvatore Meluso (San Giovanni in Fiore, 21 maggio 1926 – Cosenza, 10 giugno 2013) è stato uno scrittore italiano.

## Biografia
Dirigente dell'Azione cattolica e consigliere comunale a San Giovanni in Fiore dal 1960 al 1970, eletto nella lista della Democrazia Cristiana, è stato funzionario della Regione Calabria dal 1977 al 1991. Nel 1961 è tra i fondatori e condirettore del giornale Il Corriere della Sila.
Appassionato di studi storici, ricercatore e saggista, è autore di svariati scritti sul Risorgimento e sul Brigantaggio. La sua opera più importante è sicuramente La Sila e la sua gente, Edizioni Grafica Florens, 1997. Tra le altre sue opere ricordiamo: Il volto del coraggio, Ene, 1967; Briganti in Sila, Istituto storico, 1972; La spedizione in Calabria dei Fratelli Bandiera, Rubbettino (seconda edizione), 2001; San Giovanni in Fiore nel XIX secolo, Rubbettino, 2007; La guida calabrese dei fratelli Bandiera (Vita straordinaria di Giuseppe Meluso), Calabria Letteraria Editrice, 2012.

### Vita privata
Era il padre del dirigente sportivo ed ex calciatore Mauro Meluso.

## Opere

### Saggi
- Il volto del coraggio, Ene, 1967
- Briganti in Sila, Istituto storico, 1972
- La spedizione Bandiera in Calabria, Frama Sud, 1981
- La Sila e la sua gente (volume unico), Orizzonti Meridionali, 1987
- Il movimento cattolico a Cosenza (coautore L. Bonanno), Res novae, 1991
- La Sila e la sua gente (seconda edizione, due volumi), Grafica Florens, 1997
- San Giovanni in Fiore (Storia, cultura, economia) (autori vari, a cura di Fulvio Mazza), Rubbettino, 1998
- La spedizione in Calabria dei fratelli Bandiera, Rubbettino, 2001
- San Giovanni in Fiore nel XIX secolo, Rubbettino, 2007
- La guida calabrese dei fratelli Bandiera (Vita straordinaria di Giuseppe Meluso), Calabria Letteraria, 2012

### Altro
- Chi era Pietro Boccheciampe?, Cronache calabresi n.22, 1967
- Domenico Verardi guardia d'onore di Ferdinando II, Cronache calabresi n.24 e n.25, 1967
- "Gattopardi" in Sila, Cronache calabresi n.36, 1969
- La Sila dei Bruzi (controversia per la revisione delle diocesi calabresi), Parola di vita, n.3 e n.4, 1977
- La Sila al vaglio della storia, Quaderni silani, n.9, 1985
- Storia di Campodimanna, Quaderni silani, n.10, 1986
- Storia della famiglia Pizzi, Quaderni silani, n.11, 1986
- L'abate commendatario G. Caracciolo, Quaderni silani, n.12, 1986
- Sei difese vendute dallo stato ai fratelli Barberio Toscano, Quaderni silani, n.13, 1986
- I Parlamenti dei Casali di Cosenza nel Seicento, I mille anni dei Casali di Cosenza (a cura della Comunità Montana Silana), 1986
- I cinque clan Scigliano, Quaderni silani, n.14 e n.15, 1987
- Storia di alcune difese silane, Quaderni silani, n.16 e n.17, 1987
- Una pagina inedita del brigantaggio, Quaderni silani, n.22 e n.23, 1989
- Sbarco e cattura dei fratelli Bandiera e compagni, ed. Museo demologico di San Giovanni in Fiore, 1995
- Un tradimento consumato con fredda determinazione, Agorà (periodico della Carical), n. 2, 1997

| Controllo di autorità | VIAF (EN) 30889975 · ISNI (EN) 0000 0000 6348 9545 · SBN BRIV005639 · LCCN (EN) n82128703 · BNF (FR) cb12676744x (data) |